# Alen Omić
Alen Omić (* 6. Mai 1992 in Tuzla, Bosnien und Herzegowina) ist ein bosnisch-slowenischer Basketballspieler. Der slowenische Nationalspieler spielte professionell für die beiden Klubs Zlatorog Laško sowie Olimpija Ljubljana in seiner neuen slowenischen Heimat. Seit der Saison 2015/16 spielt Omić im Ausland für den Klub aus Gran Canaria in der spanischen Liga ACB.

## Karriere
Omić verließ mit 14 Jahren seine bosnische Heimat, um eine Karriere als Basketballspieler anzustreben und im slowenischen Črnomelj an der Grenze zu Kroatien seine Fertigkeiten zu verbessern. Zu diesem Zeitpunkt hatte der großgewachsene Omić gerade erst mit dieser Sportart begonnen, nachdem er zuvor vor allem Fußball gespielt hatte. Bereits drei Jahre später wechselte Omić mit 17 Jahren 2009 zum KK Zlatorog aus Laško, dessen Herrenmannschaft in der höchsten slowenischen Spielklasse spielt. Von diesem Verein aus schaffte es Omić auch in die Nachwuchs-Auswahlmannschaften seiner neuen Heimat. In seiner zweiten Saison für den Verein verbesserte sich dieser auf den ersten Platz der Vorrunde, die ohne die ABA-Liga-Klubs Union Olimpija und KK Krka ausgespielt wurde. Nach dem vierten Platz der Hauptrunde mit diesen international aktiven Mannschaften sorgte das gute Abschneiden dieser Klubs in der Adriatischen Basketballliga (ABA) 2010/11 dafür, dass sich der KK Zlatorog nach sechsjähriger Abstinenz für diesen regionalen Wettbewerb qualifizieren konnte. In der ABA-Liga 2011/12 belegte der KK Zlatorog nach nur zwei Siegen in 26 Spielen abgeschlagen den letzten Platz, wobei man national in der Endabrechnung erneut den vierten Platz belegte.
Zur Saison 2012/13 wechselte Junioren-Auswahlspieler Omić zum Rekord- und damaligen Vizemeister KK Union Olimpija in die Hauptstadt Ljubljana. In der ABA-Liga 2012/13 erreichte man den achten Platz, während man den Titelgewinn im nationalen Pokalwettbewerb 2013 verteidigen konnte. Doch in der Play-off-Finalserie der Meisterschaft unterlag man wie auch in der folgenden Saison zum dann fünften Mal in Folge erneut dem KK Krka. Nach dem zehnten Platz 2014 in der ABA-Liga konnte sich die Mannschaft jedoch in der ABA-Liga 2014/15 auf den fünften Platz verbessern. Nachdem man bereits in der Vorsaison national ohne Titel geblieben war, scheiterte man in den nationalen Meisterschafts-Play-offs 2015 bereits in der ersten Runde. Bereits in seiner ersten Saison bei Olimpija hatte Omić seine ersten internationalen Erfahrungen bei den Herren im höchstrangigen europäischen Vereinswettbewerb EuroLeague 2012/13 gesammelt, als die Mannschaft nach drei Siegen in zehn Spielen nach der Vorrunde ausschied. Im nachfolgenden Eurocup 2013/14 schied die Mannschaft nach dem Gruppensieg in der Vorrunde im direkten Vergleich gegen den deutschen Vertreter ratiopharm Ulm in der Zwischenrunde nach nur einem weiteren Sieg aus. Dies wiederholte sich im Eurocup 2014/15, als man gegen die deutschen Vereine Bayern München und Brose Baskets alle Spiele verlor und nur das Spiel bei JDA Dijon in der Zwischenrunde gewann.
Nationaltrainer Jurij Zdovc hatte Omić zur WM-Endrunde 2014 erstmals für einen Endrundenkader bei den Herren nominiert. In der Gruppenphase verlor man nur das abschließende Gruppenspiel gegen Litauen. Diese bedeutete jedoch, dass man bereits im Viertelfinale auf den überlegenen Titelverteidiger Vereinigte Staaten traf, dem man deutlich mit 76:119 unterlag. Bei der folgenden EM-Endrunde 2015 trat Slowenien ohne seinen NBA-Star Goran Dragić an und Omić zeigte mit einem Double-Double beim Sieg im abschließenden Gruppenspiel gegen Mazedonien seinen Wert für die Nationalmannschaft. Doch im folgenden Achtelfinale blieb er unter seinen Möglichkeiten und die Mannschaft schied nach der Niederlage gegen Lettland aus dem Turnier und der Olympiaqualifikation aus. In der NBA Summer League 2014 hatte sich Omić im Trikot der Brooklyn Nets und ein Jahr später bei den Denver Nuggets auch in den Vereinigten Staaten gezeigt, zur Saison 2015/16 wechselte er jedoch zusammen mit seinem Mannschaftskameraden, dem finnischen Nationalspieler Sasu Salin, zunächst in die spanische Liga ACB zum Eurocup-Finalisten CB Herbalife von Gran Canaria. Auf den Kanaren ersetzt er den noch längeren, seinerseits in die NBA abgewanderten Walter Tavares.